# Canon EOS 1000D
Canon EOS 1000D är en digital systemkamera i nybörjarsegmentet av familjen Canon EOS, tillverkad av det japanska företaget Canon.
- Wikimedia Commons har media som rör Canon EOS 1000D.